# Urtica ferox
Urtica ferox (mi. ongaonga) – gatunek rośliny z rodziny pokrzywowatych występujący wyłącznie w Nowej Zelandii. Posiada okazałe włoski parzące, powodujące przy dotknięciu silny ból (u ludzi mogący się utrzymywać przez kilka dni), a czasem nawet ostrą polineuropatię.
Znany jest jeden przypadek śmierci człowieka (w 1961 roku) po przejściu przez gęsty gąszcz roślin tego gatunku. Mężczyzna miał przez godzinę po zdarzeniu trudności z chodzeniem i oddychaniem, po czym stracił wzrok. Pięć godzin później zmarł.